# Slovenska popevka 2009
Slovenska popevka 2009 je potekala v nedeljo, 6. septembra 2009, v Studiu 1 Televizije Slovenija. Prireditev sta vodila Bernarda Žarn in Mario Galunič.

## Nastopajoči
| #   | Izvajalec                         | Naslov pesmi                 | Avtor glasbe                    | Avtor besedila             | Avtor aranžmaja | Št. tel. glasov | Uvrstitev |
| --- | --------------------------------- | ---------------------------- | ------------------------------- | -------------------------- | --------------- | --------------- | --------- |
| 1.  | Aleksandra Cavnik                 | Preproste stvari             | Marjan Hvala                    | Damjana Kenda Hussu        | Jaka Pucihar    | 645             | 6.        |
| 2.  | Sendi                             | Poglej me                    | Klemen Kotar                    | Sandra Klemm               | Aleš Avbelj     | 47              | 12.       |
| 3.  | Samuel Lucas                      | Vedno bom s tabo ostal       | Aleš Klinar                     | Anja Rupel                 | Primož Grašič   | 731             | 5.        |
| 4.  | Manca Špik                        | Poljub za lahko noč          | Aleks Benko                     | Aleks Benko                | Gregor Forjanič | 1289            | 3.        |
| 5.  | Regina                            | Poljubi me                   | Damjan Pančur, Aleksander Kogoj | Feri Lainšček              | Tomaž Grintal   | 477             | 8.        |
| 6.  | Gašper Rifelj                     | Ti veš                       | Goran Belenko                   | Miša Čermak                | Lojze Krajnčan  | 1499            | 2.        |
| 7.  | Julliette Justine                 | Zate                         | Andrej Vozlič                   | Andrej Vozlič              | Aleš Avbelj     | 252             | 10.       |
| 8.  | Romana Krajnčan                   | Predam se vsa                | Lojze Krajnčan                  | Ksenija Šoster Olmer       | Lojze Krajnčan  | 481             | 7.        |
| 9.  | Apolonia                          | Se slepim                    | Mark Lemer, Apolonija Šterk     | Apolonija Šterk            | Lojze Krajnčan  | 281             | 9.        |
| 10. | Anika Horvat                      | Samo ti                      | Rudi Bučar                      | Rudi Bučar                 | Jaka Pucihar    | 1019            | 4.        |
| 11. | Prifarski muzikanti               | Tisti nekdo                  | Žiga Bižal                      | Žiga Bižal                 | Gregor Forjanič | 2341            | 1.        |
| 12. | Tomaž Domicelj & Srđan Marjanović | Kdaj sem te nazadnje vprašal | Srđan Marjanović                | T. Domicelj, S. Marjanović | Gregor Forjanič | 195             | 11.       |

Prvotno bi morala na festivalu nastopiti tudi pevka Makaya s skladbo Hočem, da je vse kot prej (Tomaž Breznik/Damjana Kovše/Primož Grašič), vendar so jo zaradi kršitve pogojev izločili. Namesto nje se je na festival uvrstila prvouvrščena rezervna skladba Poljub za lahko noč izvajalke Mance Špik.

## Seznam nagrajencev
Nagrada za najboljše besedilo
- Miša Čermak za pesem Ti veš

Nagrada za najboljšo interpretacijo
- Anika Horvat

Nagrada za mladega perspektivnega avtorja ali izvajalca
- Juliette Justine (Andrej Vozlič)

Nagrada občinstva
- Tisti nekdo (Žiga Bižal/Žiga Bižal/Gregor Forjanič) v izvedbi Prifarskih muzikantov

Nagrada strokovne žirije za najboljšo skladbo v celoti
- Samo ti (Rudi Bučar/Rudi Bučar/Jaka Pucihar) v izvedbi Anike Horvat